# Ana Teresa Pereira
Ana Teresa Pereira (Funchal, 1958) é uma escritora portuguesa. Nascida na Ilha da Madeira, tem vindo a construir, dentro da ficção portuguesa, uma obra singular e coerente que conta com a publicação, entre 1989 e 2022, de mais de quarenta títulos.
Seu livro Karen ganhou o Prêmio Oceanos de 2017.

## Obras
- 1989 - Matar a Imagem  - Prémio Caminho Policial
- 1990 - As Personagens
- 1991 - A Última História
- 1991 - A Casa dos Pássaros
- 1991 - A Casa da Areia
- 1991 - A Casa dos Penhascos
- 1991 - A Casa das Sombras
- 1992 - A Casa do Nevoeiro
- 1993 - A Cidade Fantasma
- 1996 - Num Lugar Solitário
- 1996 - Fairy Tales
- 1997 - A Coisa que Eu Sou
- 1997 - A Noite Mais Escura da Alma
- 1998 - As Rosas Mortas
- 1999 - O Rosto de Deus
- 2000 - Se Eu Morrer Antes de Acordar
- 2000 - Até que a Morte nos Separe
- 2000 - O Vale dos Malditos
- 2001 - A Dança dos Fantasmas
- 2001 - A Linguagem dos Pássaros
- 2002 - Intimações de Morte
- 2002 - O Ponto de Vista dos Demónios
- 2003 - Contos
- 2004 - Se Nos Encontrarmos de Novo  - Prémio do PEN Clube Português na categoria de ficção
- 2005 - O Mar de Gelo
- 2005 - O Sentido da Neve
- 2006 - A Neve  - Prémio Literário Edmundo Bettencourt (Câmara Municipal do Funchal), Prémio Máxima de Literatura
- 2006 - Histórias Policiais
- 2007 - Quando Atravessares o Rio
- 2008 - O Fim de Lizzie
- 2008 - O verão Selvagem dos Teus Olhos
- 2009 - As Duas Casas
- 2009 - O Fim de Lizzie e Outras Histórias
- 2010 - Inverness
- 2010 - A Outra  - Prémio Literário Edmundo Bettencourt (Câmara Municipal do Funchal)
- 2010 - Los Monstruos; Os Monstros; Les Monstres – edição trilingue
- 2011 - A Pantera
- 2011 - O Lago  - Grande Prémio de Romance e Novela da Associação Portuguesa de Escritores
- 2012 - Num lugar solitário
- 2013 - As Longas Tardes de Chuva em Nova Orleães
- 2013 - A Porta Secreta [2]
- 2014 - As velas da noite
- 2015 - Neverness
- 2015 - A casa das sombras
- 2016 - Karen - Prémio Oceanos[3]
- 2019 - O Atelier de Noite
- 2020 - Os Perseguidores
- 2021 - Como se o Mundo Existisse
- 2022 - O que Eu Não Compreendo é a Música
- 2023 - As Personagens